# Ebersecken
Ebersecken is een plaats in het Zwitserse kanton Luzern en telt 415 inwoners.

## Geschiedenis
Ebersecken maakte deel uit van het district Willisau tot dit in 2007 werd opgeheven. Op 1 januari 2021 ging de gemeente op in de gemeente Altishofen.

## Externe link

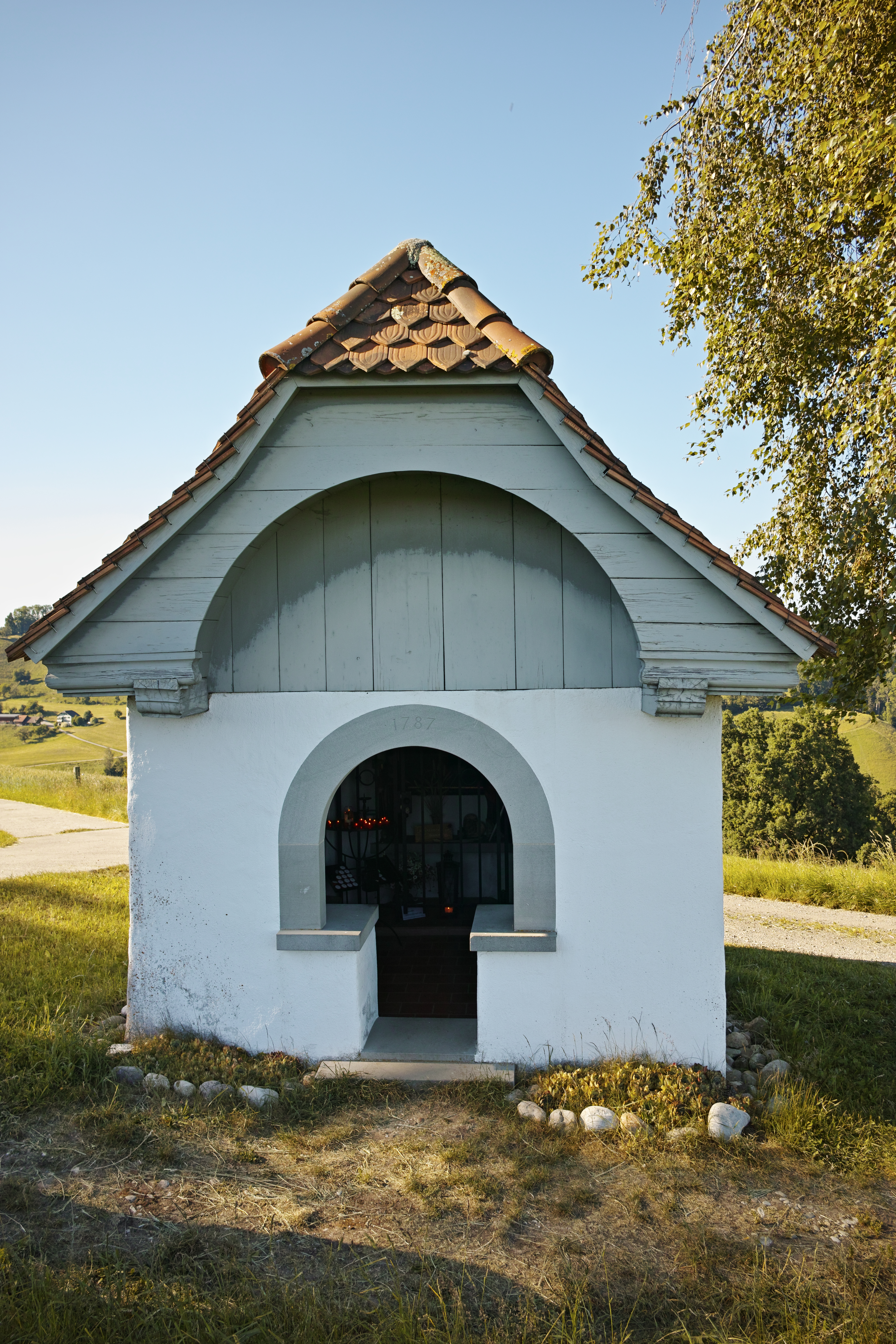
St. Antonskapel te Ebersecken